# Samuel Bianchini
Pour les articles homonymes, voir Bianchini.
 (juillet 2024).
L'article doit être relu — et modifié si nécessaire — par des contributeurs indépendants pour apporter un regard critique aux contributions effectuées en violation des conditions d'utilisation de Wikipédia, tant sur la forme (notamment concernant le style encyclopédique, la proportionnalité) que sur le fond (la neutralité de point de vue, la qualité et l'indépendance des sources).
 (août 2014).
Samuel Bianchini est un artiste et enseignant-chercheur (habilité à diriger des recherches) à École Nationale Supérieure des Arts Décoratifs - Paris (EnsAD) / Université PSL Paris. Il vit et travaille à Paris.

## Biographie
Né en 1971 à Nancy, Samuel Bianchini est un artiste et un enseignant-chercheur vivant à Paris.
Il a étudié l'art à travers différentes approches : Beaux-arts (Post diplôme, École régionale des Beaux-arts de Nantes), Arts Décoratifs (EnsAD, École nationale supérieure des Arts Décoratifs, Paris), Art & Design (Central Saint Martins College of Art and Design, Londres), Arts appliqués (Ensaama, École nationale supérieure des arts appliqués et des métiers d'art, Paris), Arts et métiers (Cnam, Paris) et Arts plastiques (Université Paris 1 - Panthéon-Sorbonne).
Il a soutenu sa thèse au Palais de Tokyo avec une exposition personnelle et, plus récemment, son Habilitation à diriger des recherches (HDR). Il est enseignant-chercheur à l'École nationale supérieure des arts décoratifs (EnsAD) - Université PSL, où il dirige le groupe Reflective Interaction de l'EnsadLab (laboratoire de l'EnsAD). 

## Ouvrages et direction d'ouvrages
- Joseph Beuys - films et vidéos, sous la dir. de Fabrice Hergott avec la collaboration de Samuel Bianchini et Julie Heintz, Éd. Centre Georges Pompidou, Paris, 1994[2].
- Recherche & Création. Art, technologie, pédagogie, innovation, sous la dir. de Samuel Bianchini, Éd. Burozoïque et École nationale supérieure d'art de Nancy, Montrouge, 2009, 264 p. Repris en format électronique en janvier 2012, par Art Book Magazine.
- Simulation technologique & matérialisation artistique - Une exploration transdisciplinaire Arts / Sciences, sous la dir. de Samuel Bianchini, Nathalie Delprat et Christian Jacquemin, Éd. L'Harmattan, décembre 2011. Essai introductif avec Nathalie Delprat et Christian Jacquemin, p. 7-11.
- Audience Works"[3], Éd. mfc-michèle didier, Bruxelles, 2013, 2 volumes, vol. 1 de 208 pages, vol. 2 de 192 pages, huit langues : français, anglais, espagnol, portugais, russe, japonais, chinois, arabe.
- Practicable. From Participation to Interaction in Contemporary Art, sous la dir. de Samuel Bianchini et Erik Verhagen, Cambridge / Londres, Éd. MIT Press, 2016.
- Behavioral Objects I : Céleste Boursier-Mougenot, a Case Study, sous la dir. Samuel Bianchini et Emanuele Quinz, Berlin / New York, Éd. Sternberg, 2016.

### Participation à des ouvrages collectifs
- La performation. Quand faire, c’est dire, in Avatars, personnages et acteurs virtuels, Renée Bourassa et Louise Poissant (sous la dir.), Éd. Presse de l’Université du Québec, coll. Esthétique, Québec, 2013, p. 91-115.
- Reverse Writing - De l'écriture audiovisuelle à l'écriture interactive : prises de vue et mises en scène à l'écran, in Cinéma, interactivité et société, Jean-Marie Dallet (sous la dir.), Éd. VDMC, Bruxelles, 2013, p. 124-141.
- Performance, performativité et informatique. Hypothèse pour un concept : la performation, in Libérez les machines. L'imaginaire technologique à l'épreuve de l'art, Pierre Braun (sous la dir.), Éd. Présent composé - Université Rennes 2, Rennes, 2013, p. 189-194[4].
- La experimentación estética: público y artista en las instalaciones, in Creatividad y discursos hipermedia, Verónica Perales Blanco (sous la dir.), traduction Verónica Perales Blanco, Ediciones de la Universidad de Murcia, Murcia, 2012, p. 81-100[5].
- La performation. Quand faire, c’est dire, in L'Ère post-média. Arts, Humanités digitales et Cultures numériques[6], Jean-Paul Fourmentraux (sous la dir.), Éd. Hermann, coll. Cultures numériques, Paris, 2012, p. 137-162.
- Œuvre variable. Configurer, conditionner, programmer l'image, in Art++, David-Olivier Lartigaud (sous la dir.), Éd. HYX, coll. Script, Orléans, avril 2011, p. 240-257.
- Avec Jean-Baptiste Labrune, Playgame - Jouer sans fins ?, in E-Formes 2 - Au risque du jeu, Monique Maza et Alexandra Saemmer (sous la dir.), Publications de l'Université de Saint-Étienne, février 2011, p. 167-175.
- Prise de vue, in Alain Declercq, Catalogue de l'artiste, BlackJack éditions et Éditions Loevenbruck, Paris, juin 2010, bilingue français et anglais, p. 154-159.
- Voyager à l’écran. Déplacer l’image, se déplacer à l’image, se déplacer dans l’image, in Le voyage créateur. Expériences artistiques et itinérance, Eric Bonnet (sous la dir.), Éd. L'Harmattan, coll Eidos, série Retina, Paris, février 2010, p. 273-285.
- Avec Sylvie Tissot, En Réalités. Stratification, indexation et disjonction dans la représentation, in revue Plastik#01 - Être ici et là : la relativité générale et la physique quantique, Richard Conte et Olga Kisseleva (sous la dir.), Éd. Cerap - Université Paris 1 Panthéon-Sorbonne, Paris, janvier 2010[7]
- Exp. - De l'expérimental à l'expérimentable, in In actu - De l'expérimental dans l'art, Elie During, Laurent Jeanpierre, Christophe Kihm, Dork Zabunyan (sous la dir.), Éd. Les presses du réel, Dijon, 2009, p. 285-304[8].
- Avec Jean-Paul Fourmentraux et Emmanuel Mahé, Création et « Recherche & Développement », in Valeurs croisées, Catalogue Les Ateliers de Rennes - Biennale d'art contemporain #1, Raphaële Jeune (sous la dir.), Éd. Les presses du réel, Dijon, février 2009, p. 136-145 (v.f.), p. 180-189 (v. ang.).